# Зимний чемпионат России по плаванию 1996
Зимний чемпионат России по плаванию 1996 прошёл в феврале в Москве в спортивном комплексе «Олимпийский».

## Призёры

### Мужчины

#### 50 м, вольный стиль
Дмитрий Калиновский (Беларусь) — 23.17

 Владимир Предкин (Санкт-Петербург) — 23.26

 Денис Пиманков (Санкт-Петербург) — 23.30

#### 100 м, вольный стиль
Юрий Мухин (Омск) — 50.95

 Денис Пиманков (Санкт-Петербург) — 51.04

 Владимир Предкин (Санкт-Петербург) — 51.56

#### 200 м, вольный стиль
Юрий Мухин (Омск) — 1.50.37

 Владимир Пышненко (Ростов-на-Дону) — 1.50.67

 Алексей Степанов (Санкт-Петербург) — 1.53.04

#### 400 м, вольный стиль
Нет информации

#### 1500 м, вольный стиль
Нет информации

#### 100 м на спине
Владимир Сельков (Волгоград) — 56.71

 Сергей Остапчук (Волгоград) — 57.81

 Сергей Судаков (Волгоград) — 57.98

#### 200 м на спине
Владимир Сельков (Волгоград) — 2.00.80

 Сергей Остапчук (Волгоград) — 2.04.66

 Владислав Аминов (Красноярск — Омск) — 2.05.27

#### 100 м, брасс
Роман Ивановский (Волгоград) — 1.02.87

 Станислав Лопухов (Калуга) — 1.03.24

 Александр Ткачёв (Санкт-Петербург) — 1.03.27

#### 200 м, брасс
Нет информации

#### 100 м, баттерфляй
Денис Пиманков (Омск) — 54.87

 Константин Ушаков (Волгоград) — 54.99

 Владислав Куликов (Москва) — 55.73

#### 200 м, баттерфляй
Алексей Колесников (Москва) — 2.01.84

 Александр Горгураки (Самара) — 2.01.95

 Пётр Покрышев (Санкт-Петербург) — 2.05.22

#### 200 м, комплексное плавание
Нет информации

#### 400 м, комплексное плавание
Нет информации

#### Эстафета 4 × 100 м, вольный стиль
Омск — 3.28.66

 Санкт-Петербург — 3.29.38

 Москва — 3.29.74

#### Эстафета 4 × 200 м, вольный стиль
Нет информации

#### Комбинированная эстафета 4 × 100 м
Нет информации

### Женщины

#### 50 м, вольный стиль
Наталья Мещерякова (Москва — Самара) — 25.81

 Наталья Сорокина (Самара) — 26.26

 Инна Яицкая (Самара) — 27.01

#### 100 м, вольный стиль
Нет информации

#### 200 м, вольный стиль
Нет информации

#### 400 м, вольный стиль
Нина Живаневская (Самара) — 4.22.30

 Наталья Корабельникова (Москва) — 4.26.93

 Людмила Желудкова (Москва) — 4.27.89

#### 800 м, вольный стиль
Ольга Гусева (Москва) — 9.05.73

 Наталья Корабельникова (Москва) — 9.10.58

 Людмила Желудкова (Москва) — 9.13.44

#### 100 м на спине
Нет информации

#### 200 м на спине
Нина Живаневская (Самара) — 2.13.17

 Ольга Кочеткова (Самара) — 2.17.03

 Татьяна Литовченко (Самара)

#### 100 м, брасс
Елена Макарова (Москва) — 1.10.76

 Ольга Ландик (Санкт-Петербург) — 1.11.35

 Юлия Ландик (Санкт-Петербург) — 1.12.36

#### 200 м, брасс
Елена Макарова (Москва) — 2.31.73

 Юлия Ландик (Санкт-Петербург) — 2.34.86

 Татьяна Жаровская (Москва) — 2.37.66

#### 100 м, баттерфляй
Нет информации

#### 200 м, баттерфляй
Нет информации

#### 200 м, комплексное плавание
Наталья Мещерякова (Москва — Самара) — 2.18.88

 Дарья Шмелева (Волгоград) — 2.18.95

 Ольга Прохорова (Москва) — 2.20.28

#### 400 м, комплексное плавание
Нет информации

#### Эстафета 4 × 100 м, вольный стиль
Нет информации

#### Эстафета 4 × 200 м, вольный стиль
Самара — 8.37.22

 Москва — 8.55.96

 Санкт-Петербург — 9.01.24

#### Комбинированная эстафета 4 × 100 м
Самара — 4.15.51

 Санкт-Петербург — 4.21.39

 Москва — 4.24.39